# Maîtres aux rinceaux d'or
Les Maîtres aux rinceaux d'or ou groupe aux rinceaux d'or sont un groupe d'enlumineurs actifs entre 1415 et 1455. Il correspond à un style plus qu'à un atelier, qui se développe principalement à Bruges mais aussi dans d'autres villes de Flandre dans la première moitié du XVe siècle.

## Historique et style

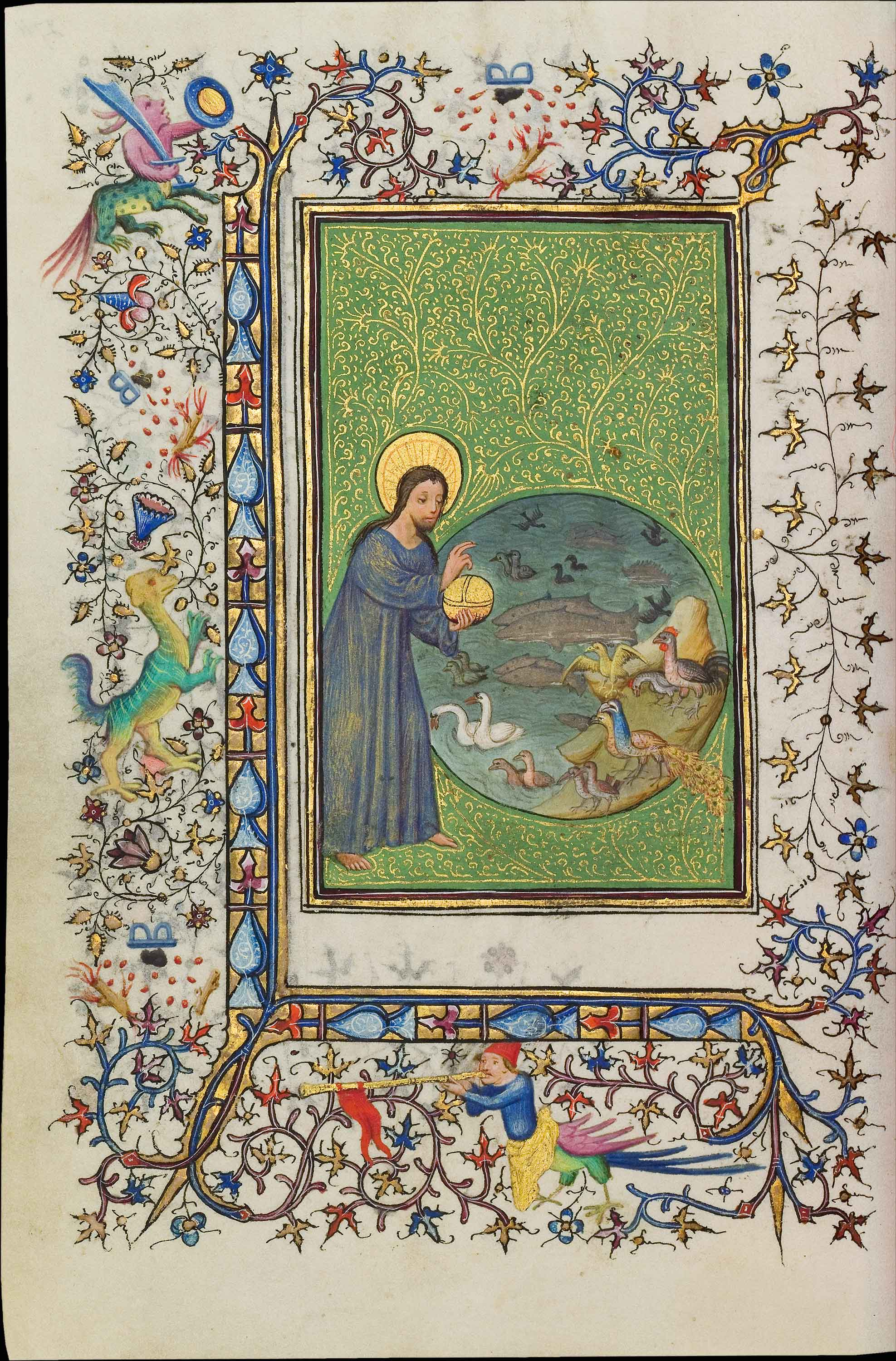
Dieu crée les oiseaux et les poissons, Heures de Joseph Bonaparte, BNF, lat. 10538, f. 274v.

Le nom de convention a été forgé par l'historien de l'art allemand Friedrich Winkler (en) pour ce qu'il pensait alors être un artiste flamand : Meister der Goldranken Gebetbütcher. En réalité, il s'agit plus d'un groupe d'artistes et plus précisément d'un style d'enluminure qui se développe en Flandre dans la première moitié du XVe siècle. Il décore des centaines de manuscrits, principalement des livres d'heures, avec des fonds de miniatures de couleurs pourpres, ou encore verte ou bleue constellés de rinceaux dorés. Ce style est de transition, entre l'enluminure pré-eyckienne, intégrant des influences des ateliers parisiens du début du XVe siècle comme celui du Maître de Boucicaut, mais aussi des modèles de maîtres primitifs flamands comme Rogier van der Weyden et Robert Campin. Il se retrouve dans un très grand nombre de livres d'heures formant une production standardisée. 
Les personnages de ces artistes sont stéréotypés : ils présentent généralement des membres graciles, les doigts fins et des visages ovales, au teint blafard, au front dégagé, les pupilles noires et les traits à peine dessinés. Ils contrastent avec des vêtements chatoyants et les fonds de couleur vive. Les rinceaux forment généralement des ramages, des filigranes, des vrilles et des crochets. Quelques rares manuscrits sont simplement dessinés à la plume sans peinture ou simplement aquarellés. À la fin de la période, dans les années 1450, Willem Vrelant collabore avec des artistes encore empreints de ce style et reprend des modèles inspirés de ces maîtres anonymes. 

## Quelques manuscrits attribués

Annonciation dans un livre d'heures, NYPL, Ms.28.

- Heures de Dom Duarte du Portugal, avant 1433, Lisbonne, Institut des archives nationales, MS. C.F.140
- Heures de Joseph Bonaparte, 65 miniatures par l'atelier du Maître de la Mazarine à Paris vers 1415 et une douzaine par un atelier des Maîtres entre 1421 et 1430, Paris, Bibliothèque nationale de France, Lat.10538
- Missel pour l'église San Donato de Gênes, 1431, New York, Morgan Library and Museum, M.374
- Livre d'heures, La Haye, Bibliothèque royale, Ms.133. D. 14
- Livre de prières en néerlandais, Bruxelles, Bibliothèque royale de Belgique, Ms.18270
- Fleur des histoires de la terre d'Orient, commandé par un membre de la famille de Luxembourg vers 1420-1430, BNF, NAF 1255
- Le Gouvernement des princes de Gilles de Rome, 11 miniatures, BRB, Ms.9474
- Pontifical de Laurent Pinon, BNF, Lat.1222
- Livre d'heures, Baltimore, Walters Art Museum, Ms. W. 211[4]
- Livre d'heures, vers 1440-1450, Walters Art Museum, W. 270[5]
- Livre d'heures pour une femme, vers 1440-1450, Walters Art Museum, W. 173[6]
- Livre d'heures, New York Public Library, Ms.28
- Livre d'heures, Paris, Bibliothèque Sainte-Geneviève, Ms.1274
- Livre d'heures, 17 miniatures, vers 1440, BRB, Ms.9798
- Livre d'heures, 34 miniatures, vers 1440, BNF, NAL 3110
- Livre d'heures, BRB, ms. IV 746
- Livre d'heures, Musée Correr de Venise, ms. V 149
- Livre d'heures à l'usage de Sarum, 26 miniatures, British Library, Harley 2846[7]
- Livre d'heures, Hofbibliothek Aschaffenburg (de), Aschaffenbourg, Ms.3
- Heures de Thibaut de Luxembourg, un feuillet (f.17) parmi un manuscrit décoré à Amiens, BRB, Ms.9785
- Bible, vers 1432, London, British Library, Yates Thompson 16
- Speculum humanae salvationis, Morgan Library, M. 385
- Speculum humanae salvationis, BNF, Fr. 188
- Speculum humanae salvationis, Copenhague, Bibliothèque royale, MS. GK.S.79
- Vie du Christ en néerlandais, 53 dessins, Morgan Library, M.649
- Heures de Montfort, vers 1450, Vienne, Bibliothèque nationale autrichienne, Cod. s.n. 12878
- Heures Llangatock, vers 1450, Los Angeles, Getty Center, MS. Ludwig IX 7
- Heures d'Isabelle la Catholique, vers 1450, Madrid, Bib. Pal.